# Đại học Nam Kinh
Đại học Nam Kinh (viết tắt tên tiếng Anh NJU hay NU) là một trường đại học công lập quốc gia ở thành phố Nam Kinh, Trung Quốc. Đây là một trong những trường đại học tốt nhất ở Trung Quốc, là một thành viên của Liên minh C9. Trường này trở thành một trường đại học hiện đại vào đầu thập niên 1920 và là trường đại học hiện đại đầu tiên của Trung Quốc kết hợp giáo dục và nghiên cứu.
Theo lịch sử của các học giả khoa học, lịch sử của khoa học hiện đại ở Trung Quốc có đóng góp quan trọng cho 877 nhà khoa học, Đại học Nam Kinh, 115 sinh viên tốt nghiệp, địa điểm đầu tiên. Trung Quốc Viện Khoa học và Học viện Kỹ thuật Trung Quốc 1107, cựu sinh viên Đại học Nam Kinh 210.